# Лысенко, Василий Иванович
Василий Иванович Лысенко (15 августа 1928, Черниговская область — 9 января 2017) — бригадир полевой бригады колхоза «Дружба» Коропского района Черниговской области Украинской ССР. Герой Социалистического Труда (1971).

## Биография
Родился 15 августа 1928 года в селе Савинки, село Придеснянское Коропского района Черниговской области. Украинец.
До 1941 года учился в средней школе села Городище Коропского района. Во время немецкой оккупации не учился. После освобождения района от немцев в 1943 году пошёл работать в колхоз.
В 1943—1947 годах — колхозник колхоза имени Парижской коммуны села Савинки. В 1947—1948 годах — курсант школы механизации сельского хозяйства, город Кролевец Сумской области.
С ноября 1948 по ноябрь 1951 года проходил срочную службу в рядах Советской Армии, старший оптический мастер армейской мастерской 2-й механизированной армии.
С ноября 1951 по декабрь 1957 года — заведующий сельским клубом села Савинки. С декабря 1957 по декабрь 1959 года — заведующий хозяйством колхоза «Дружба», село Городище. С 1960 по февраль 1976 года — бригадир полевой бригады колхоза «Дружба». В 1966 году за высокие урожаи конопли был награждён орденом Ленина.
Указом Президиума Верховного Совета СССР от 8 апреля 1971 года Лысенко Василию Ивановичу присвоено звание Героя Социалистического Труда с вручением ордена Ленина и золотой медали «Серп и Молот».
С февраля 1976 по январь 1989 года — председатель колхоза «Дружба». В 1989—1990 годах — председатель сельского совета села Коммунистическое Коропского района. С марта 1990 года — на пенсии.
Избирался депутатом Коропского районного совета, депутатом сельского совета.
Живёт в городе Чернигов.
Награждён двумя орденами Ленина, медалями, в том числе медалью «За доблестный труд в Великой Отечественной войне 1941—1945 гг.»; серебряной и двумя бронзовыми медалями ВДНХ СССР.
В посёлке городского типа Короп на Аллее Героев установлен памятный знак В. И. Лысенко.